# Арент, Вильгельм
Вильгельм Арент (нем. Wilhelm Arent; 7 марта 1864, Берлин — после 1913) — немецкий актёр, редактор, писатель
 и поэт.

## Биография
Вильгельм Арент родился 7 марта 1864 года в Берлине в семье процветающего лесного чиновника. Его отец умер, когда мальчику было около десяти лет. Образование получил в сельской школе.
Затем работал актёром в родном городе. Как поэт дебютировал в 1882 году сборником стихов «Lieder des Leides». Принимал участие в издании журнала натуралистического общества под руководством Майкла Джорджа Конрада (Michael Georg Conrad). С 1895 по 1896 год Вильгельм Арент сам был редактором литературного журнала. После 1896 года, он закончил свою литературную деятельность из-за серьёзного нервного заболевания и полностью выпал из общественной жизни.
Согласно Энциклопедическому словарю Брокгауза и Ефрона: «Сочинения А. имеют мало литературного значения, но как документы эпохи характерны и интересны».
Вильгельм Арент скончался после 1913 года (точной даты не установлено).

## Избранная библиография
- «Lieder des Leides» (1882);
- «Poetische Erstlinge» (1883);
- «Gedichte» (1884);
- «Aus tiefster Seele» (1885)
- «Remhold Lenz. Lyrisches aus seinem Nachlasse, hrsg. v. Karl Ludwig» (1884)
- «Kopenhagen — Elsa — Faust — Stimmungen» (1889);
- «Lehensphasen» (1890);
- «Durchs Kaleidoskop» (1891),
- «Aus dem Grossstadtbrodem» (1891);
- «Drei Weiber» (1891);
- «Violen d. Nacht» (1892);
- «Irrflammen» (1893)
- «Eine fahrende Seiltänzerin» (изд. 1913).